# Svetoslav Todorov
Svetoslav Todorov est un footballeur bulgare né le 30 août 1978 à Dobritch, évoluant au poste d'attaquant. 
Todorov est international bulgare (41 sélections, 7 buts).

## Carrière
- 1996-1997 :  PFC Dobrudzha Dobrich (en) (12 matchs, 2 buts)
- 1997-Jan.2001 :  PFK Litex Lovetch (71 matchs, 37 buts)
- Jan.2001-Mars 2002 :  West Ham United (14 matchs, 1 but)
- Mars 2002-2007 :  Portsmouth FC (77 matchs, 33 buts) pour 1,1 million d'euros
- 2006-2007 :  Wigan Athletic, prêt (5 matchs, 0 but)
- 2007-2009 :  Charlton Athletic (20 matchs, 3 buts)
- 2009-2012 :  PFK Litex Lovetch (56 matchs, 21 buts)
- depuis 2012 :  FC Hoverla Oujhorod[1]

## Palmarès
- 41 sélections et 7 buts en équipe de Bulgarie entre 1998 et 2007
- Champion d'Angleterre de D2 en 2003 avec Portsmouth
- Champion de Bulgarie en 1998, 1999 et 2010 avec le Litex Lovetch
- Vainqueur de la Supercoupe de Bulgarie en 2010 avec le Litex Lovetch